# Polo Nord: Il potere magico del Natale
Polonord: Il potere magico del Natale (Northpole: Open for Christmas) è un film del 2015 diretto da Douglas Barr. È andato in onda in USA il 21 novembre 2015, mentre in Italia sarà trasmesso anche su Paramount Channel il 15 dicembre 2018. È il sequel del film del 2014 Polo Nord - La magica città del Natale.

## Trama
Un'imprenditrice di successo, Mackenzie, eredita la locanda della sua amata zia e sceglie di riportare l'hotel alla sua originaria grandezza solo per venderlo poco prima di Natale. All'insaputa di Mackenzie, riceve un inaspettato aiuto da una squadra di elfi guidata dall'animata Clementine, che aiuta Mackenzie a riscoprire il vero significato del Natale.